# Георги Димов (опълченец)
Вижте пояснителната страница за други личности с името Георги Димов.
Георги Димов е български опълченец (1877 – 1878) от Македония.

## Биография
Роден е в 1856 година в западномакедонския град Лерин, по това време в Османската империя, днес в Гърция.
Постъпва в Българското опълчение на 19 юни 1877 година. Зачислен е в III дружина,  IV рота. На същата дата е оставен за кадър във Втора серия, зачислен в VIII дружина IV рота. На 1 август е определен за попълнение и изпратен на 5 август отново в III дружина, II рота. Уволнен е на 28 юни 1878 година. Представен за награждаване с медал.
След Освобождението остава в свободна България. Установява се в Свищов. До 1887 година е старши пеши стражар, след това работи като телеграфо-пощенски раздавач. Пенсионира се в 1905 година.
Обявен е за почетен гражданин на Габрово на 7 февруари 1923 година заедно с останалите живи по това време опълченци, известни на габровци.
Умира около 1930 година в Свищов.